# Liste der Monuments historiques in Montsoult
Die Liste der Monuments historiques in Montsoult führt die Monuments historiques in der französischen Gemeinde Montsoult auf.

## Liste der Bauwerke
| Bezeichnung       | Beschreibung              | Standort | Kennzeichnung | Schutzstatus | Datum | Bild           |
| ----------------- | ------------------------- | -------- | ------------- | ------------ | ----- | -------------- |
| Kreuz             |                           | (Lage)   | PA00080134    | Inscrit      | 1926  | weitere Bilder |
| Kirche St-Sulpice | Erbaut im 16. Jahrhundert | (Lage)   | PA00080135    | Inscrit      | 1926  | weitere Bilder |

## Liste der Objekte

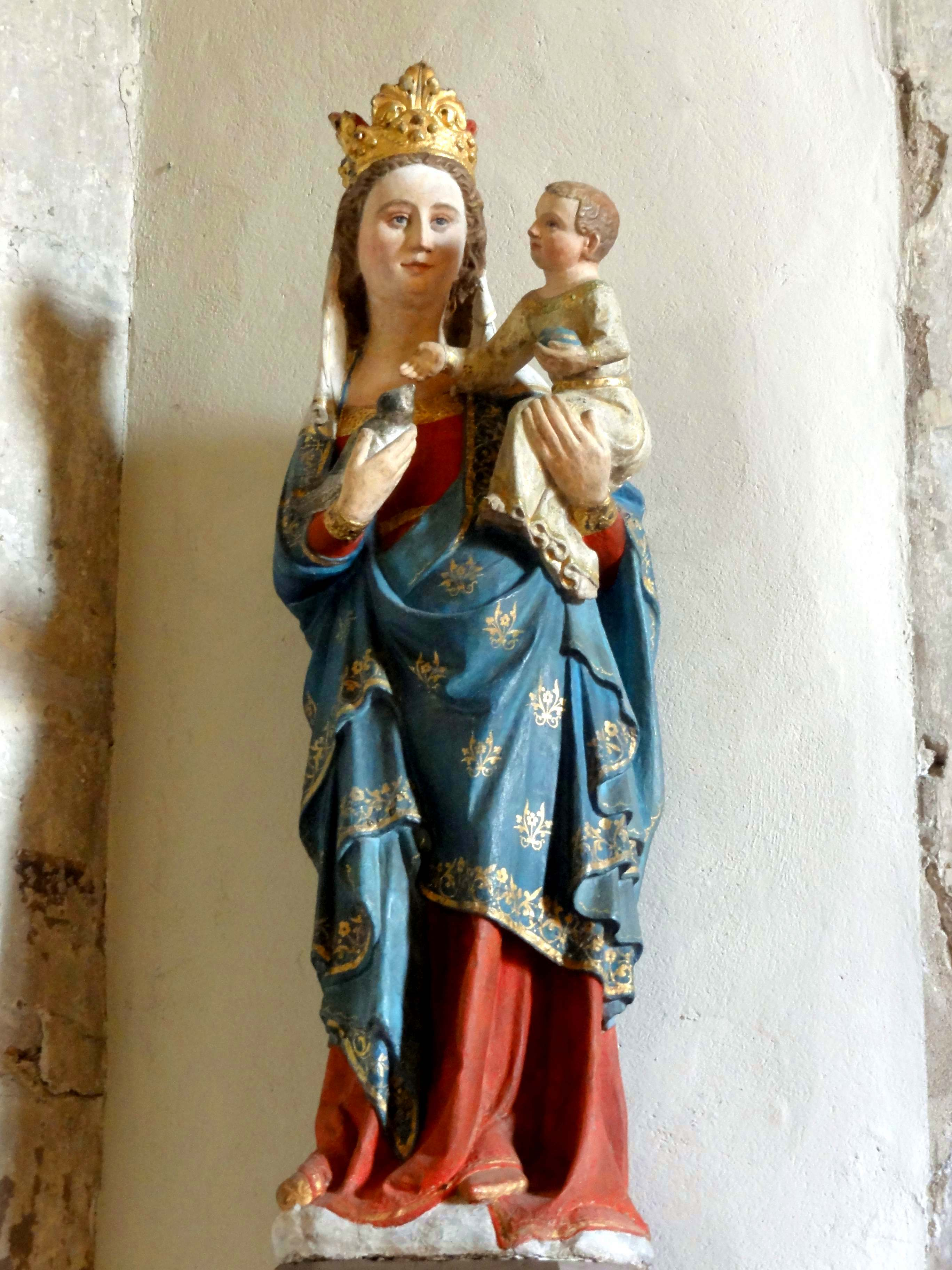
Skulptur Madonna und Kind (14. Jahrhundert) in der Kirche St-Sulpice

- Monuments historiques (Objekte) in Montsoult in der Base Palissy des französischen Kultusministeriums